# Diego Hernán González
Diego Hernán Gonzalez (Buenos Aires, 9 de fevereiro de 1988) é um futebolista profissional argentino que atua como Volante. Atualmente defende o Unión Española.

## Carreira

### Lanús
Diego Hernán Gonzalez se profissionalizou no Club Atlético Lanús‎, em 2007.
Diego Hernán Gonzalez integrou o Club Atlético Lanús‎ na campanha vitoriosa da Copa Sul-Americana de 2013.

## Títulos
Lanús
- Campeonato Argentino de Futebol: 2007 (Apertura)
- Copa Sul-Americana: 2013

Santos Laguna
- Primera División de México: 2015 (Clausura)
- Campeón de Campeones: 2015

Boca Juniors
- Copa da Argentina: 2019-20
- Copa da Liga Profissional: 2020, 2022
- Supercopa Argentina: 2022